# Абдаллах ібн Мітаб
Абдаллах ібн Мітаб (араб. عبد الله بن متعب بن عبد العزيز الرشيد; бл. 1906 — 1946) — 13-й емір Джебель-Шаммара e 1920—1921 роках. Відомий як Абдаллах II.

## Життєпис
Походив з династії Аль-Рашид. Син еміра Мітаба II. Народився близько 1906 року, невдовзі внаслідок змови було вбито його батька. Наприкінці березня 1920 року його стрийка — еміра Сауда ібн Абд аль-Азіза було вбито троюрідним небожем Абдаллахом ібн Талялем, якого у свою чергу застрелив один із слуг еміра. Влада перейшла до Абдаллаха ібн Мітаба.
В умовах посилення Абд ал-Азіза ібн Сауда, еміра Неджда, що був давнім ворогом Джебель-Шаммара, то емір Абдаллах вирішив укласти союз з Хусейном, королем Хіджазу, що користувався підтримкою британців. У відповідб Ібн Сауд у березні 1921 року почав війсмову кампанію проти емірату Джебель-Шаммар. У квітні Абдаллах ібн Мітаб зазнав поразки та відступив до Хаїля. В цей час прибув Мухаммед ібн Таляль (брат вбивці попереднього еміра Сауда), намісник Ель-Джауфа, що поклявся у вірності та пообіцяв боронити Хаїль. Втім Абдаллах, що не мав тому віри, наказав схопити мухаммеда та запроторити до в'язниці.
Абдаллах ібн Мітаб вирішив відсидітися за товстими стінами фортеці, але коли добігло кінця продовольство, вступив у перемовини з Абд ал-Азізом ібн Саудом. Останній наполягав на повній та беззастережній капітуляції, що не влаштовувало Абдаллаха. Мешканцям Хаїля вдалося роздобути трохи харчів, і вони продовжили тримати облогу, що супроводжувалася дрібними сутичками.
Невдовзі шаммарська знать звільнила з в'язниці Мухаммеда ібн Таляля, повалила Абдаллаха. Той втік до Ібн Сауда. Абдаллах ібн Мітаб мешкав в Ер-Ріяді до самої смерті, що сталася 1946 року.